# Робер, Рене
Рене́ Робе́р (фр. René Robert) — французский кёрлингист.
В составе мужской сборной Франции участник двух чемпионатов мира (лучший результат — девятое место в 1979) и двух чемпионатов Европы (оба раза восьмое место).
Играл в основном на позициях второго, третьего и четвёртого.

## Команды
| Сезон   | Четвёртый   | Третий          | Второй              | Первый         | Турниры            |
| ------- | ----------- | --------------- | ------------------- | -------------- | ------------------ |
| 1978—79 | Жорж Манжье | Пьер Саас       | Рене Робер          | Жерар Вендлинг | ЧМ 1979 (9 место)  |
| 1979—80 | Рене Робер  | Жан-Марк Косере | Клод Грофф          | Анри Мюллер    | ЧМ 1980 (10 место) |
| 1982—83 | Анри Мюллер | Рене Робер      | Fernand Schillinger | Albert Lecomte | ЧЕ 1982 (8 место)  |
| 1983—84 | Анри Мюллер | Рене Робер      | Fernand Schillinger | Клод Грофф     | ЧЕ 1983 (8 место)  |

(скипы выделены полужирным шрифтом)